# Stary Gieląd
Stary Gieląd (deutsch Alt Gehland) ist ein zur Landgemeinde Sorkwity (Sorquitten) zählendes Dorf in der polnischen Woiwodschaft Ermland-Masuren im Powiat Mrągowski (Kreis Sensburg).

## Geographische Lage
Das Dorf liegt im historischen Ostpreußen in der Landschaft Ermland,  einen Kilometer nördlich der Ortschaft Sorkwity (Sorquitten) am westlichen Ufer des Gehlandsees (poln. Jezioro Gielądzkie). Die Kreisstadt Mrągowo (deutsch Sensburg) liegt zehn Kilometer nordöstlich.

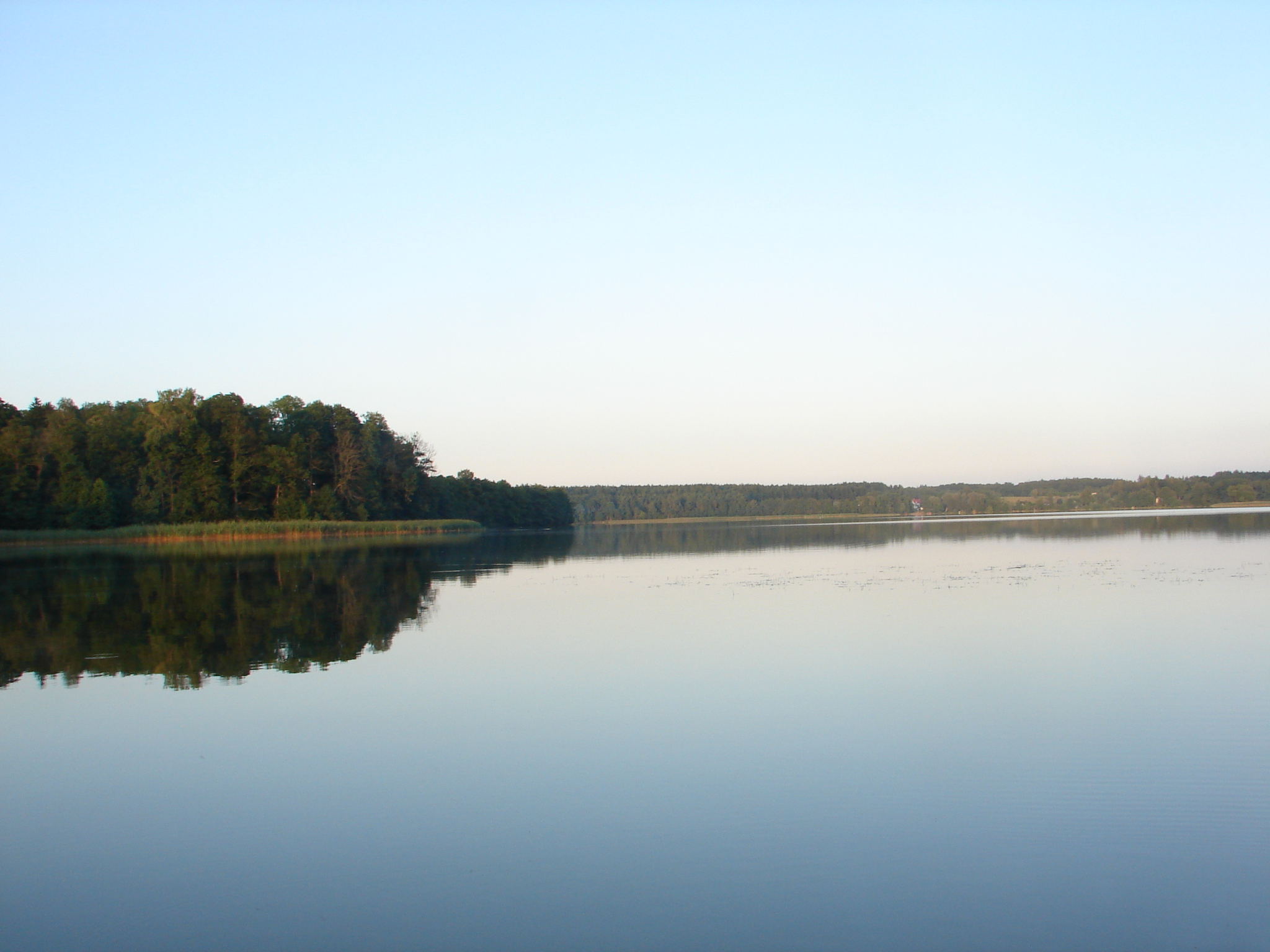
Gehlandsee (Jez. Gielądzkie)

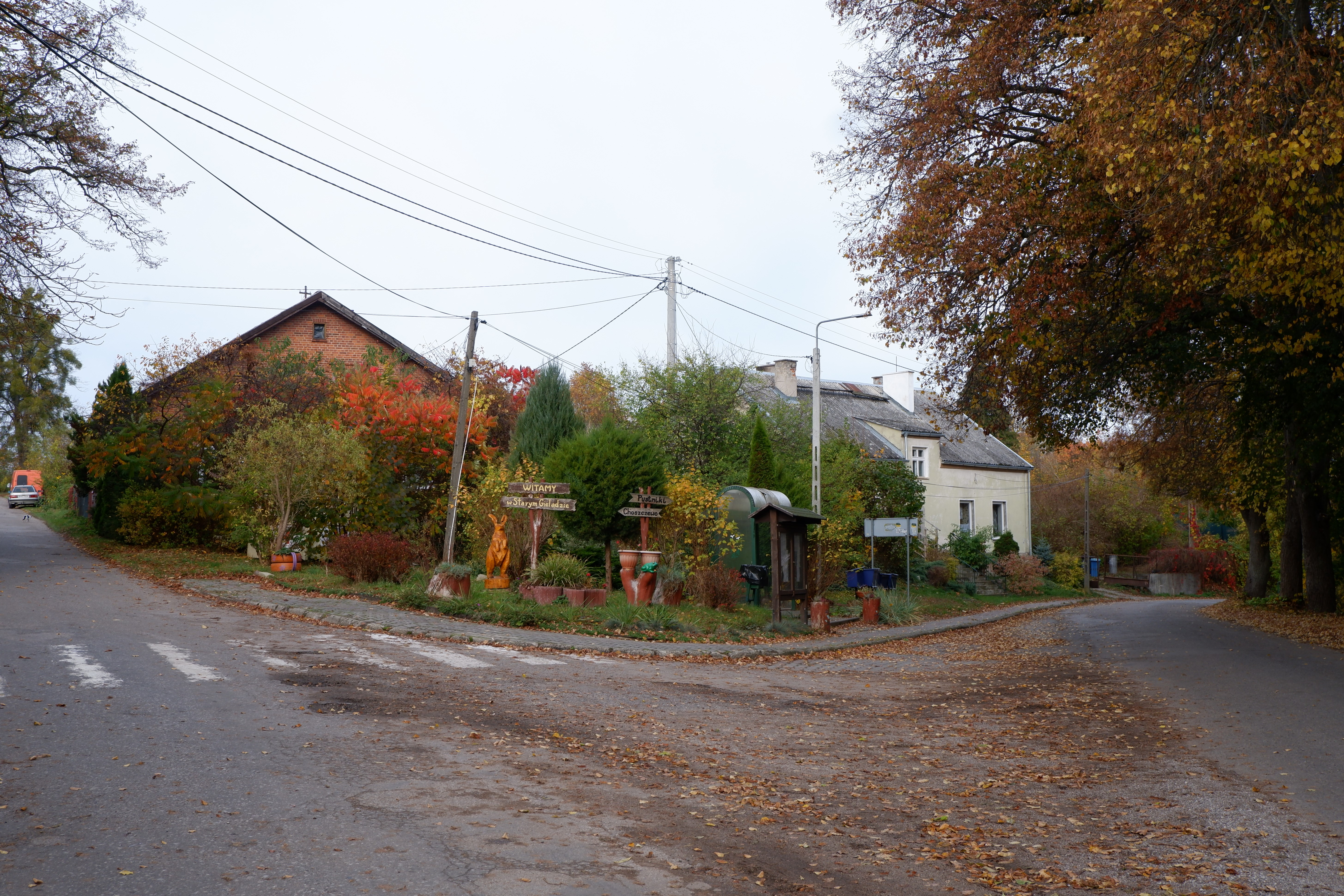
Straßenkreuzung in Dorfmitte

## Geschichte
Die Gründung von Galanten datiert aus dem Jahre 1379. Vor 1785 hieß das kleine Dorf Gelland, 1839 Alt Gelland.
Zum 8. April 1874 wurde im Zuge einer preußischen Gemeindereform neu der Amtsbezirk Sorquitten im Kreis Sensburg gebildet, der neben Alt Gehland noch 13 weitere Landgemeinden bzw. Gutsbezirke umfasste.
1884 wird von der Gräfin von Mirbach (Sorquitten) in Alt Gehland eine Korbflechterschule gegründet.
Am 1. Dezember 1910 lebten in Alt Gehland offiziell 171 Einwohner.
Aufgrund der Bestimmungen des Versailler Vertrags stimmte die Bevölkerung im Abstimmungsgebiet Allenstein, zu dem Alt Gehland gehörte, am 11. Juli 1920 über die weitere staatliche Zugehörigkeit zu Ostpreußen (und damit zu Deutschland) oder den Anschluss an Polen ab. In Alt Gehland stimmten 120 Einwohner für den Verbleib bei Ostpreußen, auf Polen entfielen keine Stimmen.
1933 waren in Alt Gehland 168 Einwohner verzeichnet, 1939 waren es nur noch 155 Einwohner.
Im Jahr 1945 gehörte Alt Gehland zum Landkreis Sensburg im Regierungsbezirk Allenstein der preußischen Provinz Ostpreußen des Deutschen Reichs.
Nach Besetzung im Zweiten Weltkrieg durch die Rote Armee 1945 wurde die südliche Hälfte Ostpreußens bis auf militärische Sperrgebiete seitens der sowjetischen Besatzungsmacht der Volksrepublik Polen zur Verwaltung überlassen. Die einheimische Bevölkerung  wurde von der polnischen Administration mit Ausnahme der angestammten masurischen Minderheit aus dem Kreisgebiet vertrieben. Es folgte die Zuwanderung von Polen.
Der Ort Alt Gehland wurde in Stary Gieląd umbenannt. Er ist heute Sitz eines Schulzenamtes (polnisch Sołectwo) und als solcher eine Ortschaft im Verbund der Landgemeinde Sorkwity (Sorquitten) im Powiat Mrągowski (Kreis Sensburg), bis 1998 der Woiwodschaft Olsztyn, seither der Woiwodschaft Ermland-Masuren zugehörig.
2011 waren in Stary Gieląd 212 Einwohner ansässig.

## Kirche
Bis 1945 war Alt Gehland in die evangelische Kirche Sorquitten in der Kirchenprovinz Ostpreußen der Kirche der Altpreußischen Union sowie in die katholische Pfarrkirche in Stanislewo (1931 bis 1945 Sternsee, polnisch Stanclewo) im damaligen Bistum Ermland eingepfarrt. Heute gehört Stary Gieląd weiterhin zur evangelischen Kirche Sorkwity, jetzt in der Diözese Masuren der Evangelisch-Augsburgischen Kirche in Polen, außerdem zur katholischen Pfarrkirche St. Albert nun auch in Sorkwity im jetzigen Erzbistum Ermland in der polnischen katholischen Kirche.

## Verkehr
Stary Gieląd liegt wenige Kilometer nördlich der polnischen Landesstraße 16 (einstige deutsche Reichsstraße 127) und ist auf einer Nebenstraße zu erreichen, die von Sorkwity (Sorquitten) über Pustniki (Pustnick) nach Zyndaki (Sonntag) führt. Außerdem endet eine von Choszczewo (Choszewen, 1936 bis 1945 Hohensee) kommende Straße in Stary Gieląd. Eine Anbindung an den Schienenverkehr besteht nicht.